# Gautier de Dargies
Gautier de Dargies (Dargies, c. 1165, o entre 1170 y 1175 - 1236) fue un trovador y poeta en picardo de origen francés.

## Biografía
Gautier aparece en documentos de los años 1195, 1202 y 1206 como vavassal. En el año 1236, fecha en la que se registra su última aparición documental, había alcanzado el rango de caballero. Su carrera militar es oscura, pero en 1189 (probablemente en su juventud) participó en la Tercera Cruzada. Entre los primeros trovadores, fue uno de los más prolíficos. Actualmente existen dieciséis manuscritos de las canciones de Gautier de Dargies; de acuerdo con Anna Maria Raugei, Gautier se inspiró en Conon de Béthune.